# Hemipachymorpha
Hemipachymorpha is een geslacht van wandelende takken uit de familie Phasmatidae. De wetenschappelijke naam van dit geslacht is voor het eerst voorgesteld door William Forsell Kirby in een publicatie uit 1904.
Dit geslacht is monotypisch, dat wil zeggen dat het maar één soort heeft namelijk Hemipachymorpha omphale (Westwood, 1859) die in Zuidelijk Afrika voorkomt.